# Haliotis walallensis
Haliotis walallensis är en snäckart som beskrevs av Robert Edwards Carter Stearns 1899. Haliotis walallensis ingår i släktet Haliotis och familjen Haliotididae. Inga underarter finns listade i Catalogue of Life.

## Bildgalleri

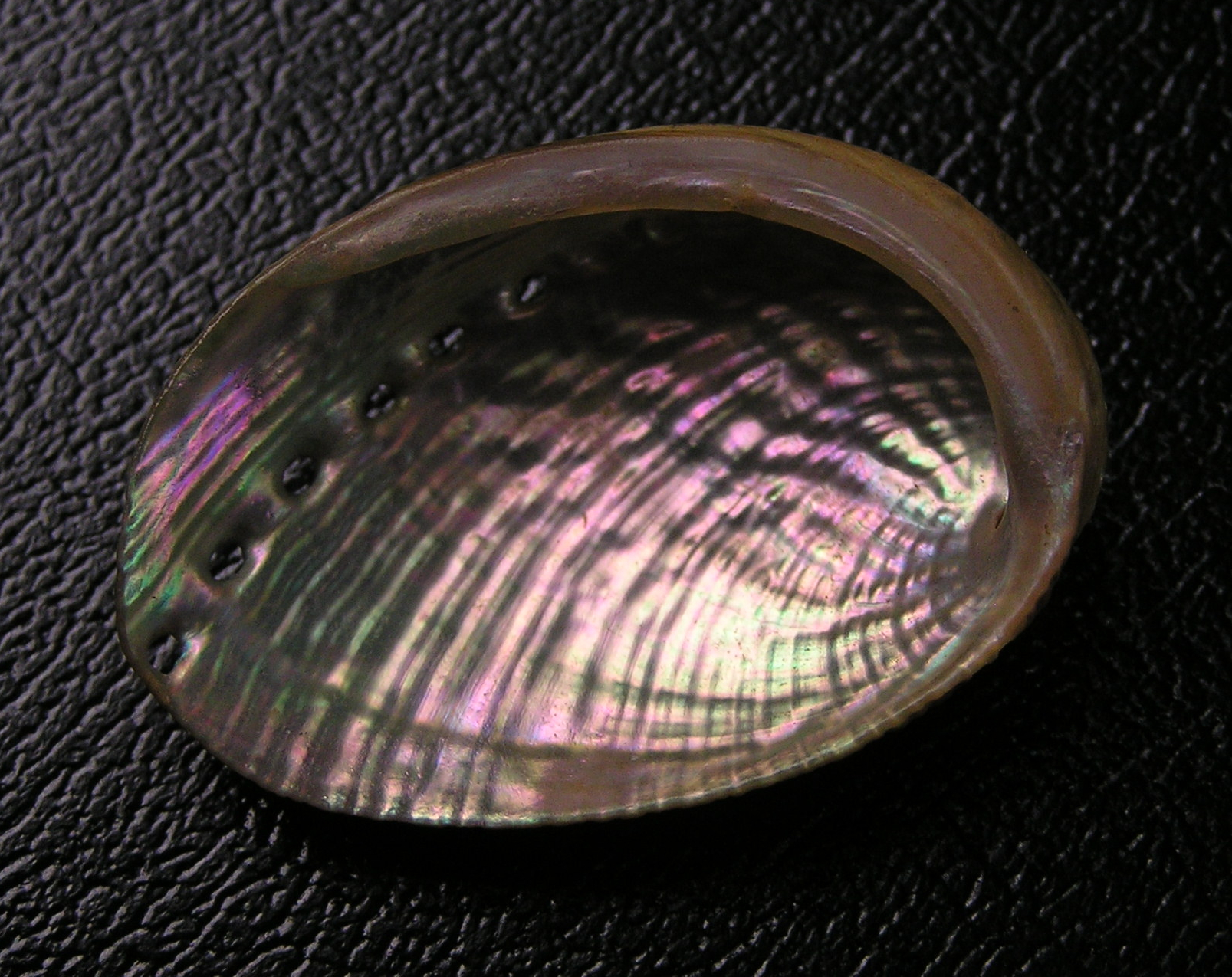